# Китале
Китале (суахили Kitale) — город в Кении, в провинции Рифт-Валли. Расположен недалеко от границы с Угандой, вблизи горы Элгон, на высоте около 2100 м над уровнем моря. Административный центр округа Транс-Нзойя.

## История
Город был основан в 1908 году белыми поселенцами. В 1926 году сюда была проведена ветка железной дороги от Элдорета, что способствовало дальнейшему развитию города.

## Экономика
Китале известен как важный рынок сельскохозяйственной продукции региона. Вблизи города выращиваются подсолнечник, бобовые, маис, кофе, чай и другие культуры. Распространено также агролесоводство.

## Население
По данным на 2012 год население Китале составляет 84 526 человек; по данным переписи 1999 года оно составляло 63 245 человек.
Город является центром одноимённой католической епархии.

## Достопримечательности
Недалеко от города находится национальный парк Болото Сайва. В Китале имеется музей.